# صدف‌های مته‌ای
صدف‌های مته‌ای (نام علمی: Terebridae) نام یک تیره از فراراستهُ تازه‌شکم‌پایان است.